# V357 Киля
О звезде A Киля см. V415 Киля

V357 Киля (a Car / a Carinae) — спектрально-двойная звезда в созвездии Киля.  Расстояние до Земли составляет 419 световых лет. Видимый блеск системы равен +3.43.
V357 Киля состоит из двух очень близких друг к другу звёзд спектрального класса В, которые относятся к классу субгигантов. Кроме этого звезда является переменной, изменяя блеск с +3.41 до +3.44 с периодом 6.75 дней, который и является орбитальным периодом звёзд.